# Underhill, Vermont
Underhill är en kommun (town) i Chittenden County i delstaten Vermont i USA. Vid folkräkningen år 2000 bodde 2 980 personer på orten. Den har enligt United States Census Bureau en area på totalt 133,1 km² varav 0,1 km² är vatten. 